# Dikolla
Dikolla est un village de la Région du Littoral du Cameroun, situé dans la commune de Dizangué. 

## Population et développement
En 1967, la population de Dikolla était de 80 habitants. La population de Dikolla était de 95 habitants dont 44 hommes et 51 femmes, lors du recensement de 2005.  